# Скорбут
Скорбутът (на латински: scorbutus) е болест, която се развива при недостиг на витамин C (аскорбинова киселина, аскорбат). Характерен симптом са кървящите венци. Нелекуваният скорбут винаги води до фатален изход.
В човешкия организъм не се синтезира аскорбат. При липсата му се появяват симптомите на болестта скорбут, а именно кожни лезии. Аскорбатът е компонент от биосинтетичния път на колагена.
В миналото скорбутът е бил често срещан сред моряците, тъй като по време на продължителни плавания храната им е била бедна на витамин C. Впоследствие се научили да предотвратяват болестта, като при престоя си на сушата са си набавяли така необходимите цитрусови плодове, богати на витамин C.
Ролята на аскорбиновата киселина за животинските и човешкия организъм е известна отдавна. В България един от първите изследователи и популяризатори на значението ѝ за организмите е професор Иван Митев с книгата си „Витамините“, издадена през 1941 г. Най-известната роля на аскорбата в животинските организми е като антиоксидант и при синтеза на колаген. Именно блокирането на колагеновия синтез е причината за така разпространената в миналите векове болест скорбут (Smirnoff, 1996). В растенията аскорбатът има не по-малко важни функции, като основната е антиоксидантната. Начин за избягването на болестта е да се ядат много плодове и зеленчуци, богати на витамин C – домати, пипер, картофи, лимони, ягоди.

## Симптоми
След продължително лишаване от източници на витамин С, заболяването започва с общо неразположение и летаргия. 1 – 3 месеца след това се появяват болки в костите и задух. Може да се наблюдават още болка в мускулите, загрубяване на кожата, трудно зарастване на рани и психични промени. Особено характерно е кървенето от венците и носа, след което зъбите започват да се клатят. В късните етапи се наблюдават жълтеница, отоци по цялото тяло, понижаване на отделянето на урина, невропатия, треска и конвулсии. Ако аскорбинова киселина не бъде внесена навреме, скорбутът е фатален.